# Salty du Rand
Salty du Rand (ur. 16 stycznia 1926 w Hofmeyr, zm. 27 lutego 1979 w Pretorii) – południowoafrykański rugbysta, reprezentant kraju.
Związany był z klubem Inyazura RFC oraz grał w barwach prowincji Northern Transvaal. Dla Springboks, także jako kapitan, zagrał w czterdziestu siedmiu spotkaniach, w tym w dwudziestu jeden testmeczach – przeciwko Nowej Zelandii, Australii, uczestnikom ówczesnego Pucharu Pięciu Narodów oraz British and Irish Lions podczas ich tournée w 1955.